# Strategie de fabricație
Strategia de fabricație se definește ca un set de obiective coordonate și programe de acțiune aplicate funcției "Fabricație" a unei organizații industriale și având scopul de a asigura avantaj sustenabil asupra concurenților organizației.
Formularea strategiei de fabricație de către o organizație industrială constă în stabilirea obiectivelor fabricației, identificarea și evaluarea deciziilor majore asupra structurii de fabricație preconizate (capacitate de producție, facilități, tehnologii și integrare pe verticală), precum și asupra infrastructurii fabricației (sistemul calității, planificarea și controlul producției, organizare, managementul resurselor umane, arhitectura sistemelor informaționale). Domeniile de decizie ale strategiei de fabricație sunt: tehnologia proceselor, facilități, capacitate de producție, integrare pe verticală, managementul calității, forța de muncă, structura și controlul organizației, planificarea și controlul producției.

## Formularea strategiei de fabricație
Specialiștii de la University of Cambridge, Institute for Manufacturing-Marea Britanie Arhivat în 7 noiembrie 2006, la Wayback Machine. menționează următoarea definiție formală a strategiei de fabricație : "Strategia de fabricație este definită printr-un model (pattern) de decizii, atât de structură cât și de infrastructură, care determină capabilitatea sistemului de fabricație și specifică cum va opera acesta pentru a satisface un set de obiective ale fabricației care sunt compatibile cu obiectivele generale ale afacerii." Obiectivele fabricației se referă la aspecte cum sunt : costul, calitatea, livrarea și flexibilitatea produselor.
Strategia de fabricație trebuie să fie compatibilă și complementară cu strategia de afaceri.
Strategia de afaceri a unei firme definește scopul afacerii și se preocupă de adoptarea desfășurării acțiunilor și alocarea resurselor necesare pentru a concura într-un domeniu specific de afaceri. Obiectivele strategiei de afaceri pot fi : profitabilitatea, poziția pe piață, creșterea economică etc.
O strategie de afaceri a unei companii este un plan utilizat pentru a stabili o poziție pe piață, a conduce operațiunile, a atrage și satisface clienții, a concura cu succes și a atinge obiectivele. Strategia de fabricație este derivată din strategia de afaceri a companiei și este asociată cu alte strategii funcționale ale companiei, de exemplu strategia de marketing, strategia financiară, strategia în domeniul cercetării și dezvoltării etc. Este important ca strategia de fabricație aleasă să fie compatibilă/aliniată cu structurile existente: structura companiei, a produselor, a piețelor și segmentelor de piață etc., precum și cu alte decizii strategice, mai ales cu strategia de marketing și cu strategia de concurență. Așa de exemplu, dacă se adoptă o strategie de concurență focalizată pe diferențierea/varietatea produselor, nu se poate opta pentru o strategie de fabricație bazată pe fabricația de masă a unor bunuri identice.
Rolul strategiei de fabricație ,subordonată strategiei de afaceri, se poate evidenția pe două direcții:
- să asigure suportul fabricației pentru obținerea de comenzi pentru produse, pe un segment de piață, la un nivel mai bun decît concurenții;

- să se prevadă procese de fabricație superioare care să asigure firmei avantaje competiționale distincte.

Strategia de fabricație evidențiază rolurile strategice ale sistemelor de producție în unitatea de afaceri.
Teoriile asupra strategiei de fabricație s-au dezvoltat tot mai amplu în timp, începînd cu teoria "opțiunii strategice" a lui W.Skinner (1969), pe măsură ce tehnicile și tehnologiile de fabricație au creat oportunități mai mari pentru competitivitate. Wickham Skinner este denumit și "părintele strategiei de fabricație".
Wickham Skinner (op.cit.) a fost primul care a creat termenul "strategia operațiunilor" în 1969. Dintr-o serie de studii de caz, el a conchis că legătura dintre fabricație și strategia de afaceri era foarte slabă, din cauza lipsei de preocupări asupra fabricației din partea managementului de la cel mai înalt nivel. După Skinner, managerii fabricației aveau tendința să accentueze costul scăzut și eficiența în toate situațiile competiționale, în detrimentul performanței generale a firmei. Pentru a depăși această problemă, Skinner a recomandat ca fabricanții să facă opțiuni asupra strategiei de fabricație care ar îndeplini necesitățile unei strategii generale de afaceri. Această idee a fost relevantă pentru conceptul strategiilor generice de afaceri, dezvoltat de profesorul Michael E.Porter (1980) : diferențiere, dominație prin costuri scăzute, focalizare. Pentru o strategie de afaceri cu costuri scăzute, o "opțiune strategică" adecvată a fabricației ar fi decizia alegerii producției de masă (la volume de producție mari), cu produse standardizate.
Dimpotrivă, o strategie de afaceri cu prioritatea "diferențiere", ar necesita o fabricație mai flexibilă, posibil de unicate , cu forță de muncă înalt calificată.
Skinner a considerat că opțiunile asupra strategiei de fabricație constă în determinarea utilajelor și echipamentelor, a tehnologiilor de proces, a planificării și conducerii producției, managementului resurselor umane, organizării producției.
Odată cu dezvoltarea ulterioară a conceptului de strategie de fabricație, Skinner (1974) a accentuat importanța "schimburilor" (trade-offs- l.engleză) între criterii de performanță între care  trebuie să opteze managerii pentru a construi sistemul de fabricație.Skinner (1974, op.cit.) a sugerat șapte criterii care trebuie "schimbate" unele cu altele și anume costul, calitatea, ciclul de livrare, investiția, flexibilitatea de volum, flexibilitatea tipurilor de produse și siguranța livrării. Aceste criterii sunt doar exemple și nu trebuie considerate ca o listă permanentă sau atotcuprinzătoare. El a recomandat ca fabricanții să utilizeze fabrici focalizate (op.cit.), care să se concentreze asupra efectuării unui grup de sarcini consistent (sarcini strategice de fabricație). "Sarcina de fabricație" a fost definită ca fiind sarcina pentru satisfacerea acelor criterii de performanță particulare care vor sprijini planul strategic al companiei și vor crea avantaje competiționale.
Multe dintre lucrările în domeniul strategiei de fabricație au extins ideea "schimburilor", prin definirea focalizării pe produs, versus focalizarea pe proces. (Hayes și Schmenner, 1978)
Caracteristica centrală a teoriei "opțiunii strategice" este că "schimburile" trebuie să se facă între obiectivele fabricației:  cost scăzut, flexibilitate, calitate și dependabilitate. Încercarea de a realiza simultan toate obiectivele conduce la inconsistență și performanțe reduse.
Hayes și Wheelwright (1985) au definit strategia de fabricație ca fiind o succesiune de decizii care, în timp, îi permit unei unități de afaceri să realizeze o structură dorită a fabricației, o infrastructură și un set de capabilități specifice.
Fabricanții utilizează una sau mai multe forme alternative ale proceselor de dezvoltare a strategiei de fabricație : un model (pattern) coerent de acțiuni; programe de îmbunătățire a proceselor de fabricație; urmărirea capabilităților esențiale ale fabricației.
O abordare sistematică a strategiei de fabricație a fost întreprinsă de Terry Hill (1989), profesor la London Business School din Marea Britanie, care a elaborat un model conceptual al procesului de formulare și analiză a strategiei de fabricație. Acest model se bazează pe utilizarea conceptelor de criterii de câștigare a comenzilor și criterii de calificare și urmărește să-i ajute pe manageri să înțeleagă cerințele piețelor și să "...prioritizeze investițiile și dezvoltările pentru a sprijini mai bine necesitățile (criteriile de câștigare a comenzilor și de calificare) ale piețelor curente și viitoare" (Hill, 2000).
Modelul propus de Terry Hill cuprinde cinci pași iterativi care trebuie parcurși pentru elaborarea strategiei de fabricație a firmelor:
٭pasul 1 : definirea obiectivelor de afaceri ale firmei;
٭pasul 2 : elaborarea strategiei de marketing pentru a realiza aceste obiective;
٭pasul 3 : evaluarea modului în care diferitele produse ale firmei obțin comenzi pe piață;
٭pasul 4 : alegerea tipurilor de producție pentru a fabrica aceste grupe de produse;
٭pasul 5 : prevederea infrastructurii fabricației, necesară pentru a sprijini producția.
Sarcina strategică a fabricației constă în a satisface mai bine decât concurenții o serie de criterii care permit firmei să câștige (să obțină) comenzi de la clienți. Obiectivele fabricației sunt reprezentate de un grup de criterii competiționale a căror îndeplinire este hotărâtoare pentru obținerea comenzilor și care au fost denumite de Terry Hill criterii de câștigare a comenzilor. Suplimentar, fabricanții stabilesc "criterii de calificare, care constituie niveluri minime de calificare ce sprijină criteriile de câștigare a comenzilor.
Criteriile tipice de obținere a comenzilor sunt : prețul, calitatea produselor, performanțele livrării (viteză și siguranță), flexibilitatea fabricației, gama de produse.
Unul dintre aspectele strategiei de fabricație este dezvoltarea unei infrastructuri adecvate a fabricației, care cuprinde o arie largă de componente: sisteme de planificare și ținere sub control a fabricației, controlul și asigurarea calității, politici cu forța de muncă, arhitectura sistemelor informaționale.
Cei cinci pași de formulare a strategiei de fabricație cuprind elementele dezvoltării/elaborării strategiei de fabricație a firmelor.
Există și alte abordări ale strategiei de fabricație. Astfel, K.W.Platts și M.J.Gregory (1991) au propus o procedură de audit al fabricației care "suprapune" profilurile cerințelor pieței și performanței curente peste dimensiuni ale strategiei cum sunt : timpul de livrare, calitatea și flexibilitatea construcției.
Procedura Platts-Gregory include trei etape:
- înțelegerea poziției pe piață a firmei. Mai specific, această etapă implică identificarea factorilor competiționali ceruți de piață (de clienți) și compararea acestora cu nivelul de performanțe atins de firmă;

- evaluarea capabilităților fabricației. Scopul acestei etape este de a evalua măsura în care practicile fabricației ajută la atingerea tipului de performanțe competiționale indicate ca fiind importante în prima etapă;

- dezvoltarea unor noi strategii de fabricație. Această etapă implică analiza diferitelor opțiuni disponibile pentru firmă și selectarea celor care satisfac cel mai bine criteriile competiționale identificate în cele două etape anterioare.

Organizațiile trebuie să analizeze în mod continuu strategiile de fabricație, pentru a identifica aspectele priorităților piețelor, structurii produselor, configurației fabricației și investițiilor necesare.

## Criterii de câștigare a comenzilor și criterii de calificare
În procesul de elaborare a strategiei de fabricație se stabilesc obiectivele strategice ale fabricației, ca mijloace prioritare pentru a concura pe piață.
Se folosesc diferiți termeni pentru grupul de obiective ale fabricației : criterii competiționale, priorități competiționale, criterii de câștigare a comenzilor. Acești termeni sunt ,în linii mari, echivalenți. Terry Hill (1989) a conceput noțiunile de criterii de câștigare a comenzilor și criterii de calificare, ce se referă la procesul prin care capabilitățile operaționale sunt convertite în criterii care pot conduce la avantaje competiționale și la succesul pe piață. 
Noțiunea de "criteriu de câștigare a comenzilor" (C.C.C.) este utilizată pentru a desemna acele cerințe ale clienților sau criterii de performanță ale produselor care, fiind satisfăcute de firmă, îi permit să câștige comenzi pe piață împotriva concurenților.
Noțiunea de "criteriu de calificare" (C.C.) exprimă acel criteriu de performanță pe care firma trebuie să-l satisfacă deasupra unui anumit nivel minim, acceptat de clienți, pentru a fi considerată ca furnizor potențial pe piață, chiar dacă prin acel criteriu firma nu câștigă comenzi, ci doar sprijină criteriile de câștigare a comenzilor mai bine decât concurenții. O performanță sub nivelul de "calificare" va descalifica firma de a fi luată în considerare de către clienți. De exemplu, o firmă care a optat să concureze pe baza costului redus nu poate supraviețui pe piață dacă nivelul de calitate este atît de redus încît nu este satisfăcător pentru clienți. Punctul de vedere asupra criteriilor de calificare este că firmele trebuie să exploreze mediul pentru a determina ordinea de prioritate a acestor criterii. Este important de notat că criteriile de calificare nu sunt mai puțin importante decât criteriile de câștigare a comenzilor, ci sunt doar diferite.
Dintre criteriile de câștigare a comenzilor fac parte : calitatea produselor, costul produselor, livrarea, flexibilitatea fabricației, inovativitatea etc. Exemple de criterii de calificare sunt siguranța livrării și calitatea de conformare (deși calitatea poate fi un criteriu de câștigare a comenzilor).
Prioritățile strategice ale fabricației și investițiile trebuie să fie asociate cu tipul de producție. De exemplu, la producția de volum scăzut (producția de unicate), criteriile de câștigare a comenzilor vor fi viteza de livrare și capabilitatea unică de proiectare (proiectare mai frecventă a noilor produse); acest tip de producție oferă o gamă largă de produse la comandă și este caracterizat prin flexibilitate ridicată. Pe de altă parte, procesele cu volume de producție mari (producția de masă și procese continue) se vor focaliza pe preț ca C.C.C. și vor oferi o gamă restrânsă de produse standardizate, cu flexibilitate scăzută.
Criterii tipice. Calitatea produselor, în cadrul conceptual al strategiei de fabricație, este asociată cu conformitatea cu specificațiile și cu așteptările clienților. Calitatea este măsura în care materialele și activitățile sunt conforme cu specificațiile și așteptările clienților. In esență, criteriul calitate implică fabricarea produselor la standarde superioare de performanță și de conformitate.
Costul produselor. Prețul produsului este factorul principal care afectează volumul de vînzări și profitul. Prețul produselor, ca măsură valorică a costului total, dimensionează costul de producție total, multiplicat cu un coeficient supraunitar care acoperă profitul întreprinderii. Un cost de producție scăzut permite un preț de vânzare mai mic și oferă oportunități mai bune pentru profit decât un cost ridicat.
Costul de producție include costurile materialelor sau materiei prime, cheltuielile cu forța de muncă, cheltuielile de regie și costurile altor resurse utilizate pentru a produce unitatea de produs. Costuri de producție mai mici se pot obține nu numai prin reducerea propriu-zisă a cheltuielilor directe (materiale + salarii directe) ci și prin reducerea producției în curs de execuție (work-in-progress -l.engleză), creșterea utilizării mașinilor și creșterea utilizării capacității de producție. Cu cât este mai important costul în raport cu alte criterii competiționale, cu atât este mai important ca întreprinderea să dispună de un sistem de calcul al tuturor cheltuielilor de producție.
Prețul de vânzare al produsului poate prezenta variații importante pe durata unui ciclu de viață al produsului. Astfel, în fazele de creștere și maturitate ale ciclului de viață, prețul produsului devine un criteriu competițional important de câștigare a comenzilor. In faza de declin, prețurile devin mai mici, există supracapacitate de producție și vânzările pot scădea la un nivel destul de redus.
Livrarea. Criteriul competițional "livrare" se referă la două aspecte : viteza livrării și siguranța livrării. Pe unele piețe, comenzile pot fi câștigate prin capabilitatea firmei de a livra produsele către clienți mai rapid decât concurenții săi, ceea ce înseamnă un avantaj concurențial obținut prin viteza livrării. Reducerea timpului de livrare, necesar onorării unei comenzi, poate fi un obiectiv strategic important al firmei.
Siguranța livrării se referă la sarcina fabricației de a furniza produsele la termenul de livrare convenit cu clientul. Pentru fabricație, aceasta va implica considerații de capacitate de producție, programare și menținerea stocurilor de produse în curs de execuție și de produse finite. Pe termen lung, livrarea produselor cu întârziere poate avea o influență negativă asupra renumelui firmei în rândul clienților și în consecință, poate reduce numărul de comenzi viitoare pentru produsele firmei.
Flexibilitatea fabricației este măsura în care volumele produselor existente pot fi mărite sau micșorate pentru a răspunde rapid la necesitățile clienților. Este denumită flexibilitate de volum. Multe produse suportă variații  majore ale nivelului cererii din două cauze : a) variații sezoniere sau/și schimbări de modă; b) variații ale cererii în fazele ciclului de viață al produsului. O flexibilitate superioară a sistemului de fabricație în sensul aptitudinii acestuia de a se adapta rapid la modificări ale volumelor de producție poate constitui un factor favorabil în obținerea de comenzi pe piață.
Flexibilitatea tipurilor de produse este caracterizată prin capacitatea sistemului de fabricație de a produce o varietate de produse într-o perioadă dată de timp, cu costuri minime de adaptare și cu timpi minimi de adaptare la varietatea produselor. Sistemul de fabricație trebuie să fie pus de acord cu structura sortimentală a produselor (varietatea acestora) și să răspundă în mod eficient cererilor clienților pentru diferite sortimente de produse, la timpul convenit și la "prețul corect".
Există și alte "categorii" ale flexibilității de fabricație care pot fi luate în considerare ca criterii competiționale, de exemplu: flexibilitatea operațională, flexibilitatea schimbării proiectelor etc. Arhivat în 13 septembrie 2011, la Wayback Machine..
Inovativitatea (innovativeness- l.engleză) este abilitatea de a introduce rapid noi produse sau de a efectua schimbări de design la produsele existente. Inovativitatea a mai fost definită ca fiind tendința (propensiunea) firmei de a produce inovații, de a dezvolta noi produse sau de a adapta inovații. Noile inovații influențează resursele tehnologice, competențele, capabilitățile sau strategia de fabricație și pot deveni o importantă "armă" competițională.
Pentru a opta între diferitele criterii de câștigare a comenzilor/criterii de calificare firmele de fabricație trebuie să exploreze mediul de afaceri, pentru a determina ce obiective strategice au apărut ca C.C.C și C.C., a stabili prioritizarea acestor criterii bazată pe cererile din segmentele de piață în care firmele concurează.
Hill (1989, op.cit.) a dezvoltat un instrument denumit profilarea produsului pentru a stabili un anumit nivel de ajustare între alegerea proceselor și criteriile de câștigare a comenzilor. Scopul profilării este de a oferi o comparație între caracteristicile produselor cerute pe piață și caracteristicile proceselor utilizate pentru fabricarea produselor și de a face ajustările necesare.

## Alegerea tipurilor de producție
Alegerea tipurilor de producție în întreprinderile de fabricație constituie pasul 4 al modelului de elaborare a strategiei de fabricație, propus de Terry Hill și trebuie să urmărească satisfacerea cerințelor clienților, exprimate prin calitate, preț, siguranța livrării, flexibilitate etc.
Prin tip de producție se înțelege o stare organizatorică și funcțională a întreprinderii, determinată de nomenclatura produselor fabricate, volumul producției executate, gradul de specializare a întreprinderii, secțiilor și locurilor de muncă, modul de deplasare a diferitelor materii prime, materiale, semifabricate de la un loc de muncă la altul.
Criteriile principale care trebuie luate în considerare la alegerea dintre alternativele de tipuri de producție sunt tipurile de produse, volumul de comenzi și criteriile de câștigare a comenzilor în piețele pe care concurează firma. Esența alegerii tipului de producție constă în stabilirea modului adecvat de a realiza fabricarea produselor, fiind date piața-țintă și volumele de producție ce urmează a fi realizate pentru acea piață.
Se poate aplica următoarea procedură de alegere a tipurilor de producție :
٭se decide asupra cantității de componente ce se vor achiziționa din exteriorul firmei;
٭se identifică alternativele posibile de tehnologii de fabricație pentru a realiza sarcinile de fabricație implicate de fiecare tip de produs;
٭se face alegerea între abordările alternative ale tipurilor de producție.
Variantele posibile de tipuri de producție în activitatea industrială sunt următoarele:
٭producția pe bază de proiect;
٭producția de unicate (job shop -l.engleză);
٭producția în serie;
٭producția de masă;
٭producția de proces.
Factorul fundamental de care se ține seama la alegerea celui mai adecvat tip de producție este volumul de muncă total (ore), exprimat prin cantitatea de comenzi, multiplicată prin volumul de muncă (ore) pe comandă. Legătura dintre comenzile clienților pentru un produs și investiția în mijloace de producție este fundamentală pentru această decizie.
Producția pe bază de proiect (engleză : project production) este o producție în care un set de activități complexe trebuie să fie efectuate într-o perioadă dată și în limitele unor cheltuieli estimate, pentru a produce un produs complex unic, pe baza unui proiect. Exemple pentru acest tip de producție pot fi: producția de nave, locomotive, avioane, construcții hidrotehnice (hidrocentrale) etc. Realizarea produsului are loc într-o amplasare „cu poziție fixă”, deci cu imobilitate în timpul realizării. Toate activitățile, inclusiv funcțiile de suport necesare, vor fi ținute sub control de managementul proiectului, pe toată durata de execuție a acestuia. Forța de muncă trebuie să fie înalt calificată. Programarea execuției lucrărilor la producția pe bază de proiect se face cu diagrame Gantt sau cu tehnici de planificare PERT. Fabricarea unui prototip de produs reprezintă o producție pe bază de proiect.
Producția de unicate (sau de tip individual) este caracterizată de fabricația unui singur exemplar de produs sau a câtorva exemplare, realizate strict pe baza specificațiilor înaintate de client, într-o perioadă determinată și la un preț fixat anterior prin contract. Exemple tipice de industrii angajate în producția de unicate sunt: ateliere de reparații generale, producția de scule și dispozitive speciale pentru alte unități, fabricația de macarale, cuptoare, turbogeneratoare etc.
La producția de unicate, sarcina de fabricație este încredințată unui singur muncitor sau unui grup mic de muncitori de înaltă calificare care pot căpăta responsabilități pentru programarea producției. Producția de unicate necesită costuri de fabricație ridicate, un consum ridicat de manoperă, poate implica timpi totali de fabricație variabili, depinzând de resturile de comenzi anterioare. Producția de unicate este caracterizată prin lipsa periodicității de repetare a operațiilor la oricare loc de muncă.
Producția în serie se caracterizează prin fabricația în mod repetat a unor cantități limitate de produse, la intervale regulate și prin repetarea la locurile principale de fabricație a acelorași operații, faze, activități. În cazul producției în serie se execută serii de produse și loturi de piese, care se repetă periodic. Specificațiile pentru produse diferă mult de la un lot la cel următor.
Caracteristicile producției de serie sunt:
٭nomenclatură redusă de produse;
٭utilaje universale și specializate, scule standardizate;
٭personalul are calificare ridicată;
٭repetarea periodică a operațiilor la majoritatea locurilor de muncă;
٭produsele/piesele se deplasează în loturi, de la un loc de muncă la cel următor.
Unul dintre dezavantajele producției de serie constă în volumul mare de producție neterminată (engleză : work in progress), creindu-se stocuri de produse între  operații.
Exemple de produse: mașini-unelte, compresoare, mașini de spălat, aragaze, frigidere, îmbrăcăminte și încălțaminte, produse cosmetice, produse alimentare procesate etc. Tehnicile producției de serie sunt utilizate în fabricarea unor chimicale speciale: ingrediente farmaceutice, vopsele, adezivi etc.
În funcție de numărul produselor din serie se deosebesc trei subdiviziuni: producția în serie mare, în serie mijlocie și în serie mică. Producția în serie mare are caracteristici apropiate de producția de masă, iar producția în serie mică -de fabricația de unicate.
Producția de masă se caracterizează printr-o nomenclatură de produse foarte redusă, care se fabrică în cantități foarte mari, pe o perioadă lungă de timp. O caracteristică principală a producției de masă este aceea că la majoritatea locurilor de muncă se repetă sistematic aceleași operații tehnologice, obținându-se astfel specializarea completă pe operații a forței de muncă și a utilajelor. Dacă utilajele sunt alese și reglate pentru a asigura la fiecare loc de muncă o producție egală, se obține sistemul producției de masă în flux continuu. La producția în flux continuu se definește un ritm de fabricație (sau tact) ca fiind intervalul de timp, repetat regulat, necesar pentru producerea unității de produs.
Utilajele sunt amplasate în succesiunea operațiilor necesare (amplasare pe tip de produs), iar produsele/piesele parcurg pe liniile de fabricație în flux aceeași succesiune de operații. În sistemul producției de masă, pe liniile de asamblare ansamblurile sunt deplasate cu un conveior sau, dacă au greutăți mari, sunt suspendate pe un monorai aerian.
Caracteristicile acestui tip de producție sunt următoarele:
٭nomenclatură foarte redusă;
٭se utilizează utilaje, dispozitive, scule, verificatoare, speciale, de mare productivitate; sunt aplicate procese înalt automatizate, specifice producției de masă;
٭forța de muncă este specializată, cu calificare mai scăzută, însă sunt necesari reglori și operatori pe mașini NC, cu calificare înaltă.
Exemple de procese de producție de masă sunt cele de pe liniile de asamblare a automobilelor, precum și fabricarea produselor de larg consum ca: televizoare, calculatoare personale (PC), dar și fabricarea de șuruburi, tablă de utilitate curentă etc.
Producția de proces se referă  la procesarea unor produse ne-discrete, uneori unice, cu un flux de materiale continuu, așa cum este cazul în industria petrolieră, chimică, în fabrici de zahăr, de ciment etc. Procesarea se desfășoară în instalații cu procese continue, în care materia primă este trecută prin operații succesive și este procesată în vederea obținerii unui singur produs sau a mai multor produse din aceeași categorie. Producția de proces prezintă două caracteristici principale. Prima caracteristică este cererea cu volum foarte mare pe piața de desfacere, iar cea de-a doua constă în faptul că materialele implicate se pretează la deplasarea ușoară dintr-o parte a instalațiilor în alta, așa cum este cazul pentru fluide, gaze și alimente. În mod normal, varietatea de produse este foarte redusă, iar deseori produsele oferite sunt intenționat limitate ca varietate, pentru a majora volumele de producție ale ofertei curente.
După John Miltenburg (2005, op.cit.) se deosebesc șapte sisteme de producție:
٭producția de unicate;
٭producția în flux de serie (engleză : batch flow); se caracterizează prin flux variabil, se produc produse diferite în volume mici,lansate pe loturi;
٭producția în flux pe linie cu ritm stabilit de operatori (engleză :operator-paced line flow); ritmul liniei depinde de numărul de operatori alocați la fiecare post de lucru de pe linie.Ritmul este regulat, cu unele variații pentru produse modificate și în cazul schimbării volumelor de producție;
٭producția în flux pe linie cu ritm impus de utilaje (engleză : equipment-paced line flow); fluxul este regulat, însă pot exista variații mici pentru modificări ale produselor; exemple tipice sunt liniile de asamblare a automobilelor;
٭producția în flux continuu; se realizează un singur produs sau mai multe, în volume mari de producție, flux continuu, rigid; exemple sunt operațiile de turnare continuă și laminare în fabrici de oțeluri, uzine chimice, rafinării etc.;
٭producția Just-in-Time (JIT);
٭sisteme flexibile de fabricație (SFF).
Sistemele de producție menționate se caracterizează prin rezultate diferite ale performanțelor esențiale:
٭cost;
٭calitatea produselor;
٭performanțele produselor;
٭timp de livrare;
٭flexibilitate;
٭inovativitate.
În funcție de relațiile întreprindere-clienți se pot distinge mai multe tipuri de producție.
Producția pe stoc este o strategie în care produsele sunt realizate înainte de primirea unei comenzi de la client. Comenzile viitoare ale clienților vor fi îndeplinite din stocurile existente. Exemple de produse realizate pe stoc sunt bunuri de consum ca: televizoare, frigidere și alte numeroase produse disponibile pentru comercializare (engleză : off-the-shelf)). Pentru a determina cantitățile de produse care vor fi stocate se elaborează prognoze ale cererii.
Volumele relativ mari de produse în producția pe stoc și caracterul stabil al itinerariilor tehnologice și al proceselor de fabricație poate permite fabricația în serii repetitive.
Producția la comandă este o strategie în care produsul poate fi realizat după primirea comenzii de la client. De regulă, acest sistem de producție se bazează pe realizarea de produse din piese standard și deseori cu variații simple ale pieselor similare. Planificarea detaliată a materialelor este efectuată după primirea comenzii. Aceasta conduce la timpi totali mai mari în procesul de producție (de la lansare până la onorarea comenzii), decât la fabricația pe stoc.
Asamblarea la comandă este un mediu de producție în care produsul poate fi asamblat după primirea comenzii de la client. Componentele principale necesare în procesul de asamblare sunt planificate și stocate în anticiparea comenzii clientului. Primirea unei comenzi declanșează asamblarea produsului comandat. Exemple de produse asamblate la comandă sunt: automobile, mobilă de birou etc. Deoarece produsele finite nu sunt stocate, spațiul de  depozitare este minim și este utilizat pentru activități de pregătire a livrării.
Fabricația mixtă se caracterizează prin combinarea producției pe stoc cu producția la comandă sau cu asamblarea la comandă. Dorința de a fi un furnizor unic pentru linia sa de produse poate conduce o companie care produce pe stoc la a-și completa catalogul de produse prin oferta unor produse fabricate la comandă. Dorința de a concura prin criteriul viteză de livrare poate motiva o companie care produce pe stoc să stocheze componente și subansambluri principale pentru a oferi produse în volume mai mari pe baza asamblării la comandă.